# پایگاه نیرو هوایی رابینز
پایگاه نیرو هوایی رابینز  (به انگلیسی: Robins Air Force Base) یک فرودگاه است . این فرودگاه در کشور ایالات متحده آمریکا قرار دارد .

## نگارخانه

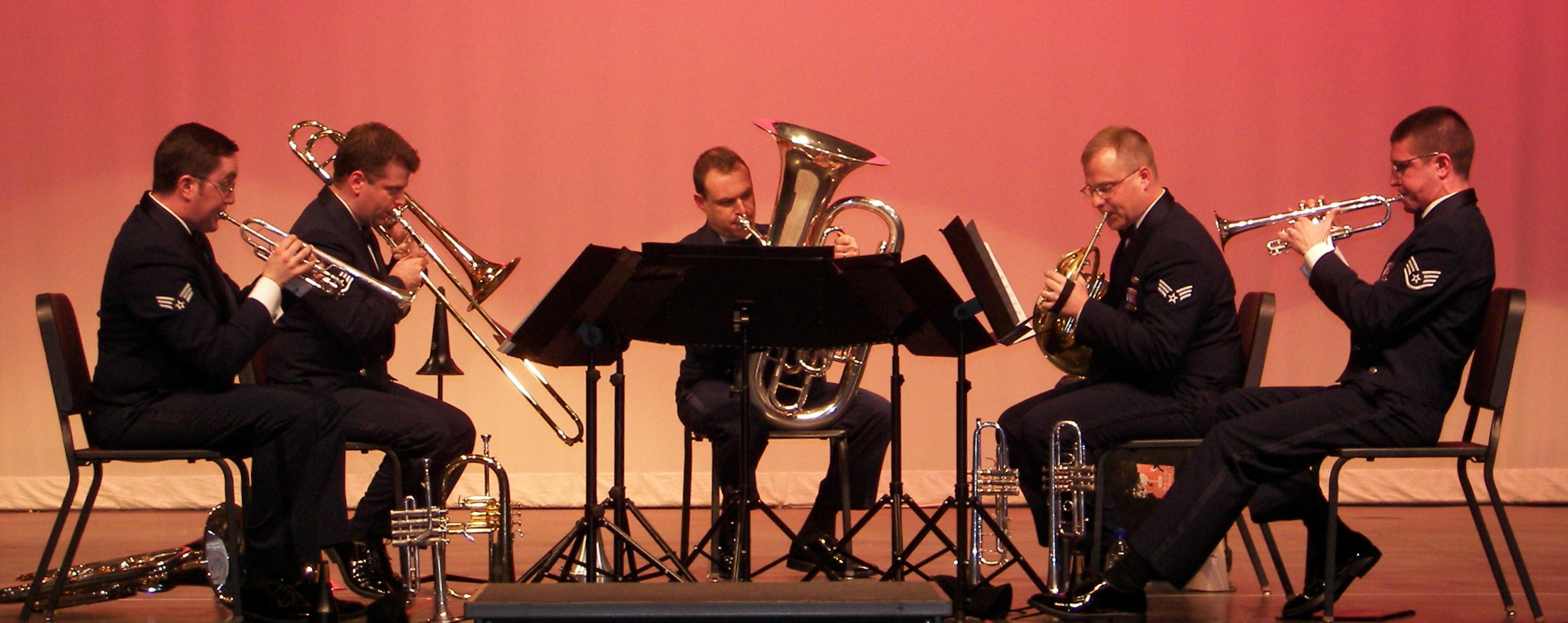
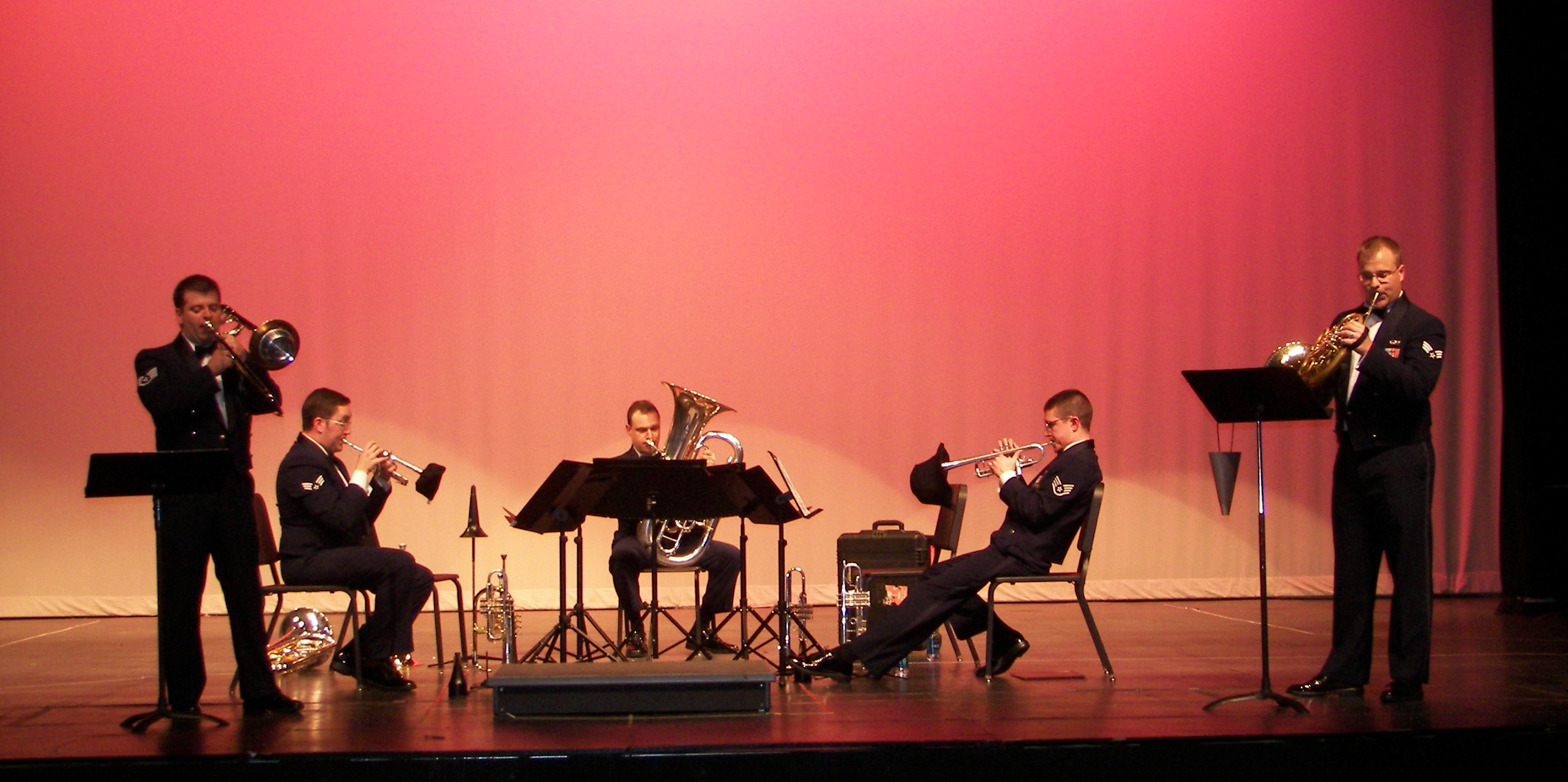